# Salvador Fernández Ramírez
Salvador Fernández Ramirez (Madrid, 18 de maig de 1896 - 9 de febrer de 1983) va ser un gramàtic de professió, membre de nombre de la Reial Acadèmia Espanyola des de 1959 fins avui de la seva mort.

## Biografia
En els anys 20 va ser lector de castellà en la Universitat d'Hamburg, experiència després de la qual va tornar a Madrid on entri 1932 a 1936 va ser secretari del Centre d'Estudis Històrics sent a més el responsable del curs de Llengua Espanyola en la Universitat de Madrid.
Durant la Guerra Civil se'n va anar a viure a Salamanca on va exercir com a docent d'institut. Una vegada finalitzada la contesa va tornar a Madrid on successivament va fer classes a l'Institut d'Alcalá de Henares i en el Beatriz Galindo de la capital d'Espanya fins que es va jubilar el 1966.
La seva col·laboració amb la Reial Acadèmia Espanyola va començar el 1950 quan se'n va incorporar per treballar com a redactor cap del Seminari de Lexicografia. El 1959 va ser escollit membre de nombre de l'Acadèmia passant a ocupar la "butaca Z".

## Obra
L'autor va publicar uns 40 llibres, des de la seva primera obra és una edició prologada de Pastores de Belén de Lope de Vega (1930) fins al romanç, 298 Li Memoriam, corresponent al llibre inèdit Romances sentimentales (1976).
Les seves obres més reconegudes són les que tracten sobre la Llengua i la Literatura Espanyoles sent la seva obra principal la Gramática Española de la qual el 1962 va publicar el seu tom 1 que s'ocupava dels sons el nom i el pronom que va ser considerat pels estudiosos de l'època com «un oasi en el desert de la gramàtica espanyola» (O. L. Bolinger), que esmenava «la falta d'una descripció sincrònica de l'espanyol» (O. Deutschmann). Actualment es disposa de l'edició electrònica del seu Archivo Gramatical de la Lengua Española o AGLE, compost per nombroses fitxes i cites. El projecte va ser dirigit per Ignacio Bosque Muñoz i José Antonio Millán el 1987, passà a Taurus Ediciones quan el segon va ser el seu director editorial (1988-1992) i després a l'Instituto Cervantes, on es va editar primer en paper i després en format electrònic per a DOS i Windows en disquet i CD (1995); per fi es va instal·lar la versió definitiva en línia al Centre Virtual Cervantes, el projecte del qual va dirigir Millán entre 1996 i 1997. El AGLE va estar primer dirigit per Ignacio Bosque fins a mitjan 2002 i després per Manuel Leonetti.